# گی روشه
گی روشه (به فرانسوی: Guy Rocher)؛ (زادهٔ ۲۰ آوریل ۱۹۲۴) استاد دانشگاه سیاستمدار و جامعه‌شناس کانادایی است. 
او ۲۰ آوریل ۱۹۲۴ در برتیه ویل، کبک کانادا زاده شد.
لیسانس خود را از دانشگاه مونترآل در سال ۱۹۴۳، کارشناسی ارشد جامعه‌شناسی را از دانشگاه لاوال در سال ۱۹۵۰ و دکترای جامعه‌شناسی را از دانشگاه هاروارد زیر نظر تالکوت پارسونز در سال ۱۹۵۸ گذراند.
روشه از سال ۱۹۵۲ تا ۱۹۶۰ او در دانشگاه لاوال تدریس کرد و از سال ۱۹۶۰ تا اکنون استاد جامعه‌شناسی و پژوهشگر «مرکز تحقیق حقوق عمومی» دانشگاه مونترال است.

## حرفه
روشه در سال ۱۹۵۷ در حالی که استاد دانشگاه لاوال بود، یکی از بنیانگذاران انجمن بین‌المللی جامعه‌شناسان فرانسوی زبان  بود و اولین عضو اجرایی آن انجمن شد.
در سال ۱۹۶۰، او استاد تمام جامعه‌شناسی در دانشگاه دو مونترال شد. در آنجا او مدیر گروه جامعه‌شناسی (۱۹۶۰–۱۹۶۵)، معاون دانشکده علوم اجتماعی (۱۹۶۲–۱۹۶۷) بود و از سال ۱۹۷۹ به بعد وی پژوهشگر «مرکز تحقیق حقوق عمومی» بود. روشه همچنین دو بار در سال های ۱۹۷۷ و ۱۹۸۴ به عنوان معاون وزیر توسعه فرهنگی برای دولت کبک کار کرد.
روشه در سال ۱۹۷۷ کمک مالی اصلی بیل ۱۰۱ بود.

## کار
روشه یکی از پیشگامان علوم اجتماعی کاربردی معاصر در جامعه کبک است و مطالعات و تحقیقات او بیشتر به رابطه بین کلیسا و ایالت، تحرک اجتماعی و آموزش و جامعه‌شناسی حقوق می‌پردازد. وی نویسنده چندین کتاب و مقالات و گزارشهای علمی متعدد است و به‌طور گسترده در سراسر کانادا و خارج از کشور سخنرانی کرده‌است.

## افتخارات
- در سال ۱۹۷۱ نشان کانادا (به فرانسوی: Ordre du Canada)،
- در سال ۱۹۹۱ به عنوان شوالیه نشان ملی کبک انتخاب شد. در سال ۲۰۱۸ به افسر و در سال ۲۰۲۰ به افسر ارشد ارتقا یافت. [۵]
- در سال ۱۹۹۱ مدال سلطنتی کانادا، پیر شاوو،
- در سال ۱۹۹۷ جایزه مولسون را در بخش علوم اجتماعی و انسانی و
- در سال ۱۹۹۹ مدال انجمن سلطنتی کانادا سر جان ویلیام داوسون را دریافت کرد.